# Bernard Arcadio
Bernard Arcadio, né le 12 mars 1945 à Nice et mort le 1er mars 2022 à Beauvais, est un pianiste, compositeur, arrangeur musical et chef d'orchestre français qui touche à toutes les musiques : jazz, variétés, rock and roll, etc.

## Biographie
Il commence ses études musicales au conservatoire de Nice (piano, harmonie), ensuite au Conservatoire national de Paris, (piano, solfège, histoire de la musique) au Conservatoire national d'Aix-en-Provence (musique de chambre) et à l'université de Las Vegas, Nevada, en orchestration.
Il joue avec de nombreux artistes et participe à une multitude d'enregistrements depuis de nombreuses années,:
Il participe quelquefois en tant que musicien additionnel sur scène, pour la chanson Cousine-Cousine avec les Chats Sauvages à partir de mai 1962. L'enregistrement de la chanson contenue dans le deuxième album du groupe fut fait avec la participation de Guy Boyer à l'orgue, qui était à l'époque le beau-père de Dick Rivers.

Il a joué pour et avec Claude Nougaro, Jacques Dutronc, André Ceccarelli, Charles Aznavour, Tino Rossi, Les Chats Sauvages, Line Renaud, Patachou, Barbra Streisand, Régine, Virgnia Vee, Didier Lockwood, Blues Trottoir, Dee Dee Bridgewater, Tina Turner, Freddy Bell, Louis Leos, Eddy Martinez, Terrano, Quincy Jones, Lalo Schifrin, Herbie Hancock, Eddie Gómez, Jean Leccia, Ray Brown, Sol Gubin, Carl Saunders, Wayne Shorter, Ron Carter, Michael Brecker, Randy Brecker, Bill Chase,bobby Shew , John Faddis, Dizzy Gillespie, Chuck Findley, Al Blaine, Don Grolnick,Shimoda, Bobby Shew, Chuck Domenico, Denis Budimir, Ernie Watts, Bernard Lavilliers, Maurane, Michel Jonasz, Nicole Croisille, Enzo Enzo, Gilbert Bécaud, Paul Mauriat, Raymond Lefèvre, Mieko Miyazaki, N Guyen Lee, Toshihiro Nakanishi, Toots Thielemans, Sacha Distel, Patrick Bruel, Henri Salvador, Dean Grant, Régis Ceccarelli, Michel Leeb, Carlos, Pierre Bachelet, Anis, Rose, Camille, Vita, Elio, Johnny Hallyday, Passi, Doc Gynéco, Abdel Malik, Laurent Voulzy, Trio Esperanza, Patricia Kaas, Pierre Souchon, Enrico Macias, Tina Arena, Yves Duteil, Chimène Badi, Sanders', Iggy Pop, etc.

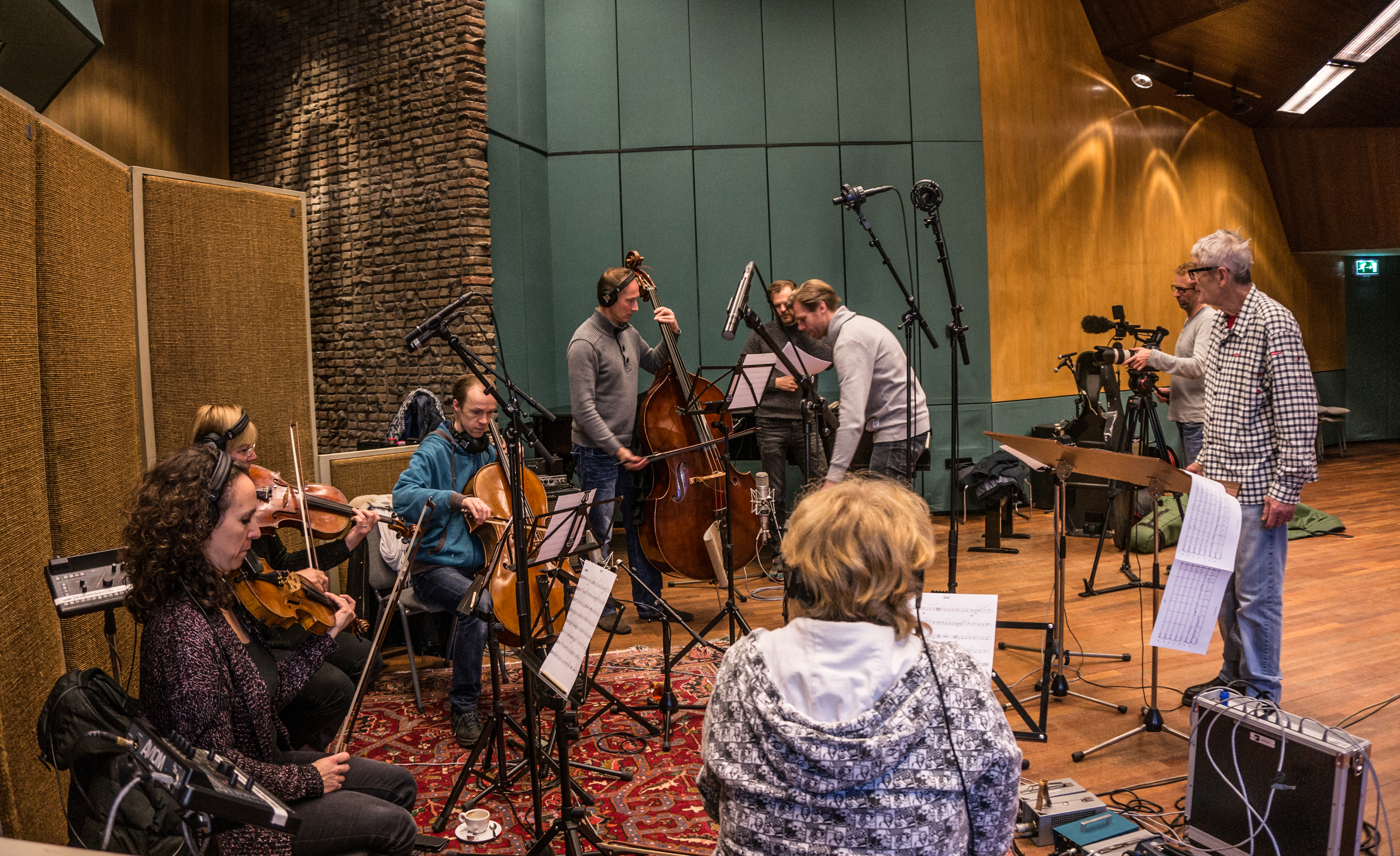
Bernard Arcadio, recording at Studio Wisseloord for Dean Grant

En tant que chef d'orchestre il s'est produit en tournée: en France, en Angleterre, partout en Europe, aux Dom-Tom, aux États- Unis (11 ans), en Russie, en Ukraine, dans les Pays baltes, en Corée, en Chine, en Thaïlande, au Brésil et au Japon.
Il a passé une dizaine d'années aux USA pour étudier l'orchestration, à l'université de Las Vegas pendant deux ans, pour se perfectionner dans ses connaissances musicales.
Il est l'arrangeur de l'album d'Henri Salvador Chambre avec vue et de dix autres albums, dont il fut le pianiste pendant 27 ans.
Comme précédemment en 1992-1993, il joue, en 2009-2010 avec Jacques Dutronc en tournée. Il occupe les claviers : piano, synthétiseur, orgue. Depuis quelques années il joue et enseigne en Master Classe dans l'école de musique de Jean Philippe Valette à Ganges (Nîmes) Il prépare avec Jean Philippe une méthode sur l'écoute des accords.
Bernard Arcadio meurt le 1er mars 2022 à Beauvais et il est incinéré le 10 mars suivant.